# MiG-27
Mikojan-Gurevič MiG-27 (v kódu NATO: „Flogger-D/J“) byl sovětský útočný a bitevní letoun s měnitelnou geometrií křídel uzpůsobený k činnosti v malých výškách a k vedení útočného boje proti pozemním cílům. 
Původně vznikl v konstrukční kanceláří Mikojan-Gurjevič v Sovětském svazu a později byl vyráběn v licenci v Indii společností Hindustan Aeronautics jako Bahadur ("Odvážný"). Vychází ze stíhacího letounu MiG-23, ale je optimalizován pro pozemní útoky. Na rozdíl od MiGu-23 nezažil MiG-27 rozšířené použití mimo Rusko, protože většina zemí se místo toho rozhodla pro MiG-23BN nebo Suchoj Su-22. Ke konci roku 2023 byly už všechny ruské, indické, srílanské, ukrajinské a kazachtánské MiGy-27 vyřazeny, čímž skončila služba tohoto typu.

## Vývoj

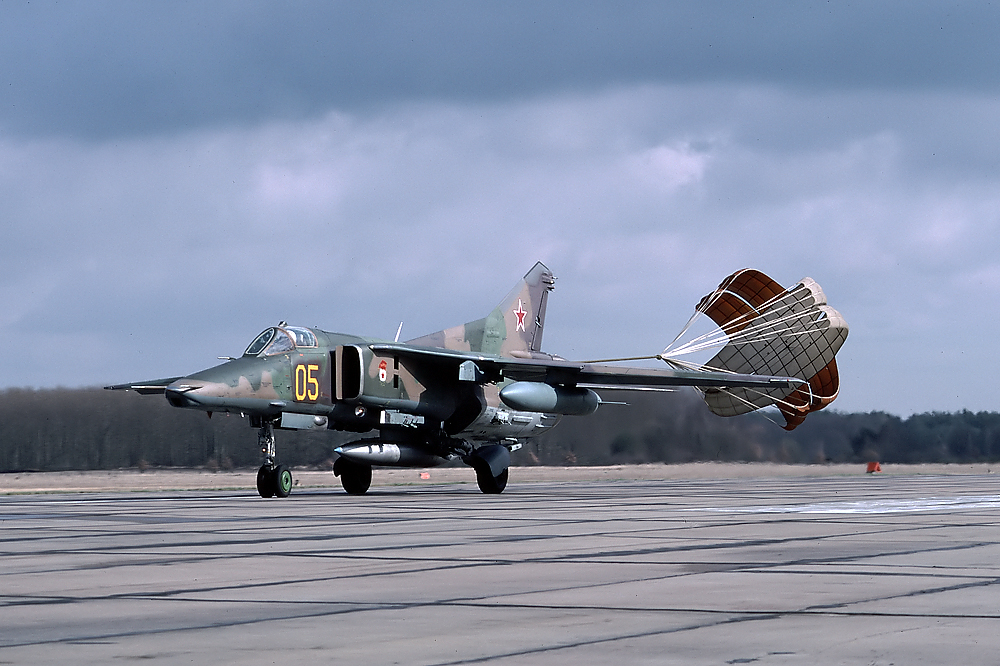
Ruský MiG-27, Lärz, Německo

MiG-23BN, útočná varianta sovětského stíhacího letounu MiGu-23, byl jen přechodným řešením, které nesplnilo očekávání jak konstruktérů, tak ani zákazníků. Sovětské letectvo mělo mnohem vyšší požadavky, hlavně co se týče nosnosti a rozmanitosti integrované výzbroje. Zvýšené nároky byly rovněž na vzletové a přistávací charakteristiky, ale také jednoduchost pilotáže. Šéfkonstruktérem projektu vývoje nového letadla se stal G. A. Sedov a stroj dostal označení MiG-23BM (M jako modernizovaný). První dva prototypy byly postaveny na bázi MiG-23B s motory AL-21F-3. Letadla prošla značnými úpravami, z nichž nejvýznamnější byly konstrukční změny podvozku a přívodů vzduchu do motoru.
Na konstrukčních pracích se započalo roku 1969, roku 1970 vzlétl první prototyp a o rok později začala sériová výroba. I když se jednalo o podobný stroj, jakým byl sovětský letoun Suchoj Su-17, byl i tento stroj z politických důvodů souběžně též vyráběn. Od 1988 byl MiG-27 vyráběný v licenci v Indii, kde bylo vyprodukováno 165 kusů. Tyto stroje dostaly název MiG-27 Bahadur, jejich část byla vyexportována na Srí Lanku.

## Konstrukce

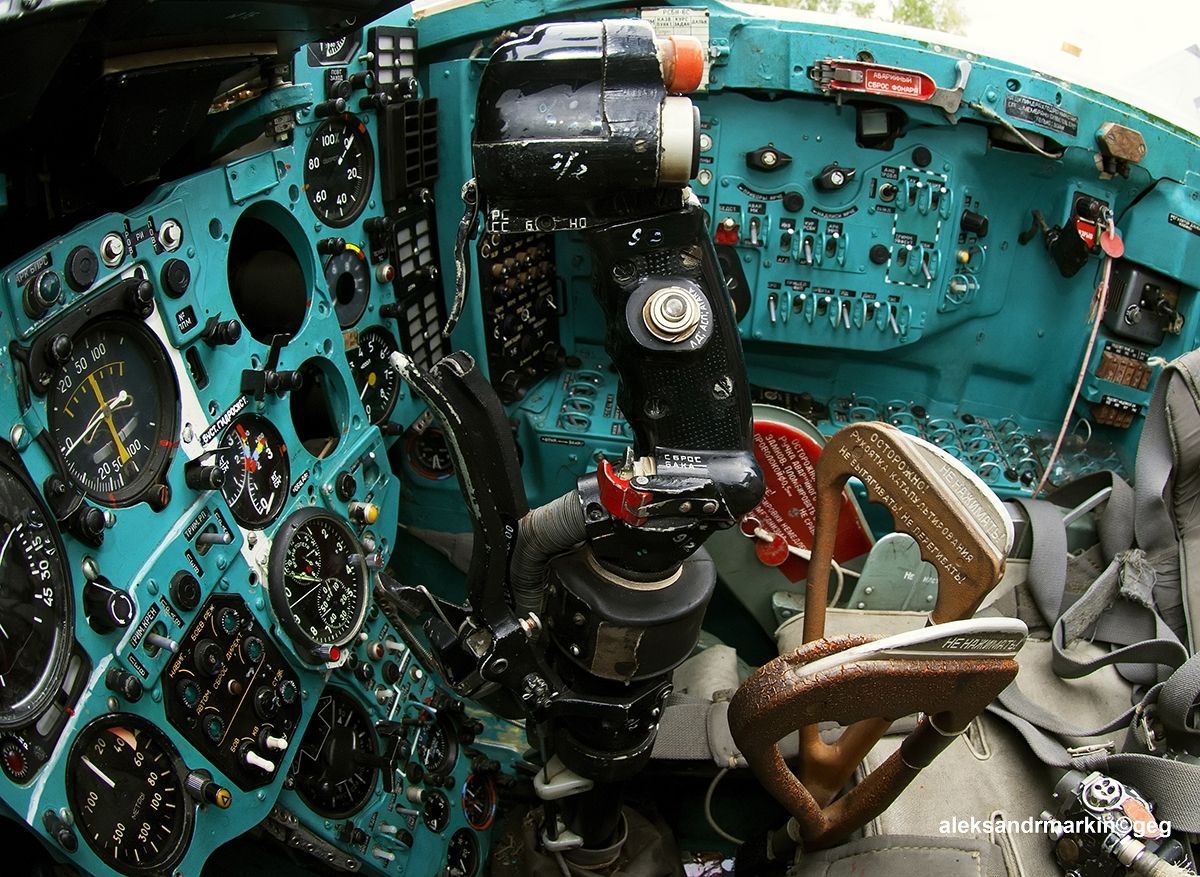
Kokpit

Radiolokátor byl nahrazen laserovým dálkoměrem a optickým systémem pro zaměřování pozemních cílů. Konstrukce letounu byla zesílena, aby vydržela soustředěnou palbu PVO.
Měnitelná geometrie křídel umožnila letadlu, aby dosahovalo požadované vlastnosti při letech v nízkých výškách, což bylo pro přímou podporu pozemních jednotek klíčové.
Pohon MiGu-27 zajišťuje motor R-29B-300 o tahu 78,5 kN, resp. 112,8 kN za použití přídavného spalování. Letadlo dosahuje na úrovni moře rychlost 1350 km/h (Mach 1,09), přičemž jeho maximální rychlost ve výšce 8000 m je 1 810 km/h (Mach 1,5). Stoupavost stroje je 200 m/s a jeho dostup 15 600 m. Bojový rádius letounů MiG-27 je 780 km.
MiG-27K je vyzbrojen neřízenými raketami S-5, S-8, S-13, S-24. Z řízených střel typu vzduch-země může nést následující:
- Ch-23M s rádiově povelovým naváděním a dosahem 2-10 km,
- Ch-25ML s poloaktivním laserovým naváděním a dosahem 2,5-10 km,
- Ch-29L s poloaktivním laserovým naváděním a dosahem 10 km nebo Ch-29T s elektrooptickým naváděním a dosahem 12 km,
- Protiradiolokační střelu Ch-27PS
- Ch-31P s pasivním radiolokačním naváděním a dosahem 110 km.[2]

## Varianty
MiG-23B

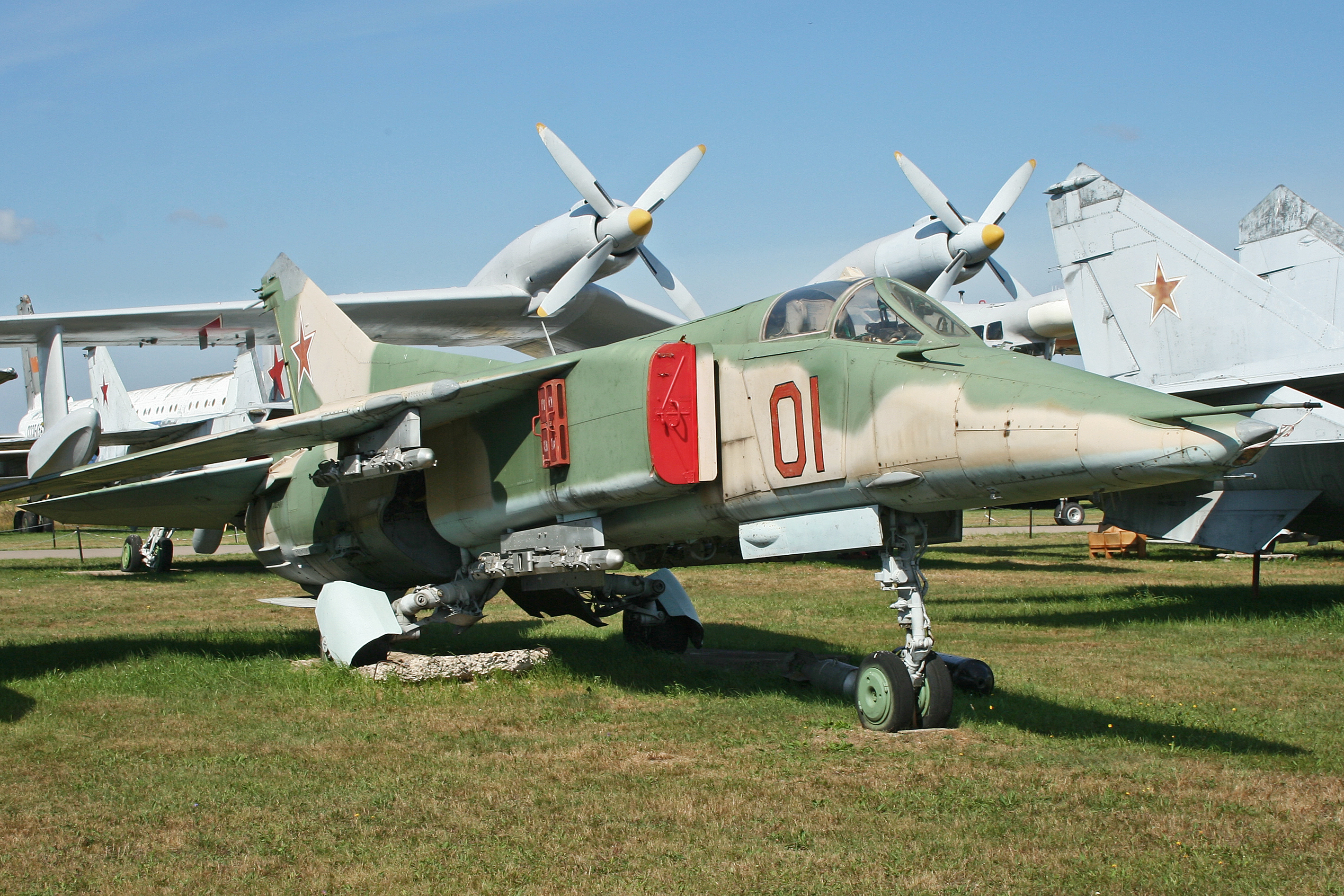
MiG-27D

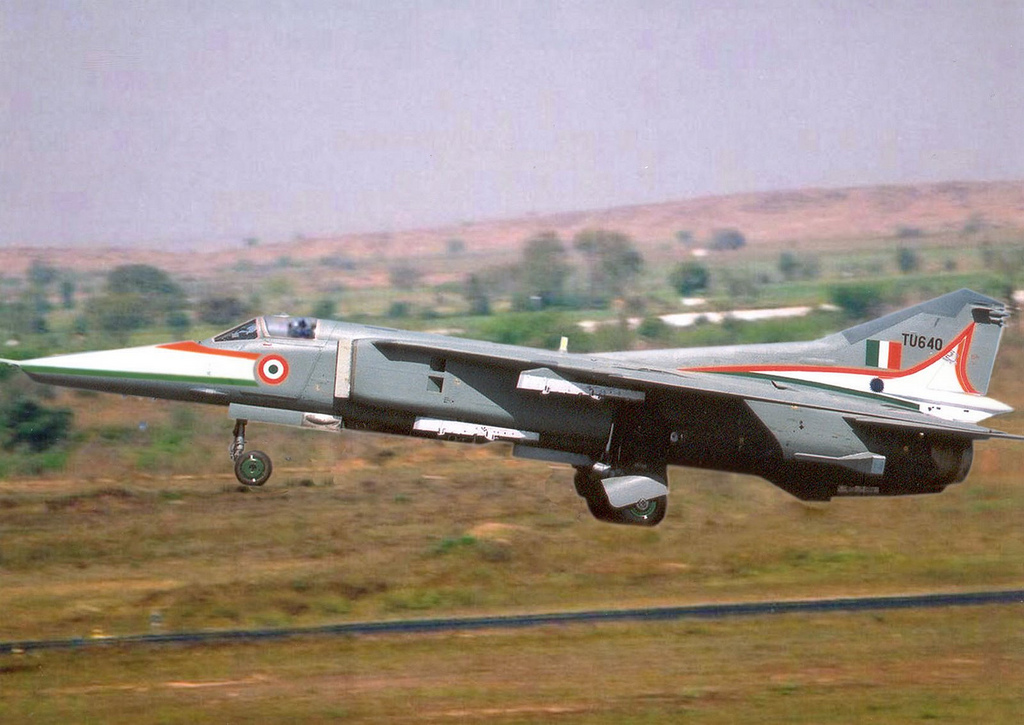
Modernizovaný indický MiG-27

První varianta útočná varianta byla poháněna motory AL-21F. Bylo vyrobeno pouze 24 ks, kvůli nedostatku motorů (AL-21F byl určen pro Suchoj Su-17/22 a Su-24 Fencer). Byl vyzbrojen kanónem GŠ-23L s 200 náboji.
MiG-23BN
Odvozen z MiGu-23B, ale poháněn motorem R29B-300. To dalo výhodu, že byla tato varianta exportovatelná (AL-21F byl v té době omezený motor, na rozdíl od R29B-300). R29B-300 také nabízel podobnost s variantami stíhaček MiG-23MS a MiG-23MF, které již byly vyváženy do zbytku světa. Byl vyzbrojen kanónem GŠ-23L s 200 náboji.
MiG-27 (MiG-23BM)
První z MiGů-27, který měl překryt kabiny bez centrálního rámu, což naznačuje, že vystřelovací sedadlo bylo navrženo tak, aby přímo překryt prolomilo. Dielektrická hlava nad pylonem na MiGu-23 byla použita u MiGu-27 k umístění elektro-optických a radiofrekvenčních zařízení. Byla to také první varianta vyzbrojená rotačním kanonem Grjazev-Šipunov GŠ-6-30M. V kódu NATO nesl označení Flogger-D.

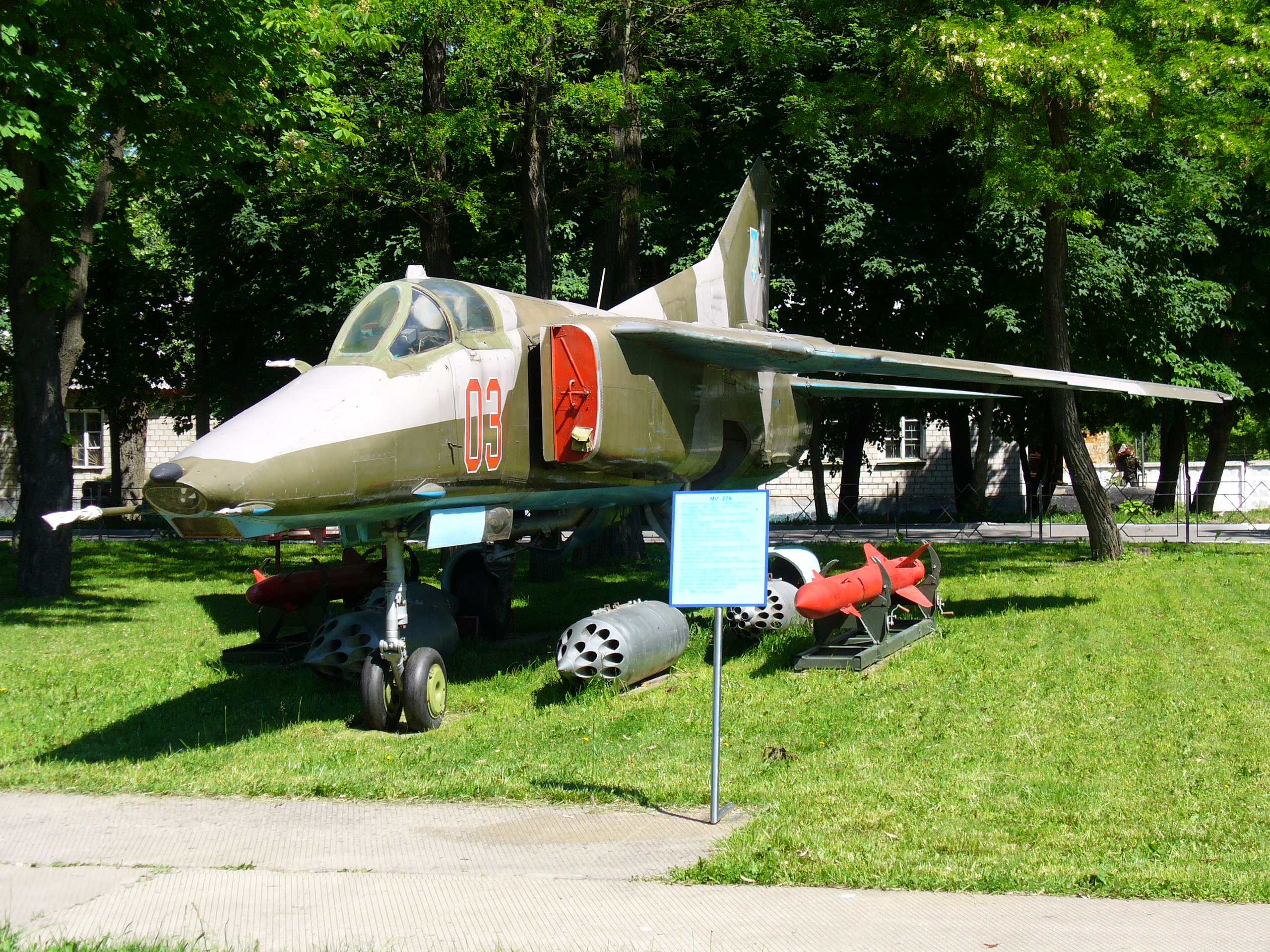
MiG-27K
V kódu NATO Flogger-J2. MiG-27K byl nejpokročilejší sovětskou variantou s laserovým značkovačem a kompatibilitou s elektrooptickými zbraněmi naváděnými přes TV. Nesl kanón GŠ-6-30. Bylo jich vyrobeno kolem 200 ks.
MiG-27M
RV kódu NATO NATO: Flogger-J. Tento model byl levnější variantou než MiG-27K, ale mnohem lepší než MiG-23B, MiG-23BN a MiG-27 (MiG-23BM), přičemž byly odstraněny elektrooptické a radiofrekvenční hlavy nad pylony. Nejprve byl vyzbrojen rotačním kanónem GŠ-6-23M, který byl později nahrazen novým šestihlavňovým kanónem 30 mm GŠ-6-30 s 260 náboji v trupové gondole. Dostal také značně vylepšené systémy elektronického protiopatření (ECM) a nový navigační/útočný systém PrNK-23K zajišťující automatické řízení letu, střelbu a uvolnění zbraní. Tato úprava však nebyla příliš úspěšná kvůli silnému zpětnému rázu nového kanónu a záblesky delší než dvě nebo tři sekundy často vedly k trvalému poškození draku letadla. Zkušební pilot V. N. Kondaurov popsal první střelbu z GŠ-6-30А: „Když jsem na vzdušný cíl umístil středovou značku a stiskl spoušť, abych střílel, uslyšel jsem takový hluk, že jsem mimovolně odtáhl ruku stranou. Celé letadlo začalo od střelby vibrovat a téměř se před silným zpětným rázem kanonu zastavilo. Bezpilotní cíl, který přede mnou právě dělal zatáčku, se doslova rozpadal na kusy. Sotva jsem přišel k rozumu z neočekávání a obdivu: To je ráže! Taková bestie! Pokud něco trefíte – bude to stačit [na to, abyste to vymazali]“. Celkem bylo v letech 1978 až 1983 vyrobeno 200 MiGů-27M plus 160 ks pro Indii. Srí Lanka používala použité sovětské MiGy-27M.
MiG-27D
Všechny MiGy-27D byly MiGy-23BM modernizované na standard MiG-27M. Je velmi obtížné jej odlišit od MiGu-27M. Modernizováno bylo 305 ks.
MiG-27ML
Jednalo se o exportní variantu MiGu-27M poskytnutou v roce 1986 pro Indii v rozebraných sadách pro licenční montáž. Byl shodný s MiGem-27M, až na to, že spodní kryt pro infračervený vyhledávací a sledovací senzor (IRST) měl jediné okno místo několika dalších, jako to bylo na původním MiGu-27M. Indie jich sestavila celkem 150 a označila jako MiG-27M Bahadur, zatímco MiG-27L je exportní označení firmy Mikojan.

## Uživatelé

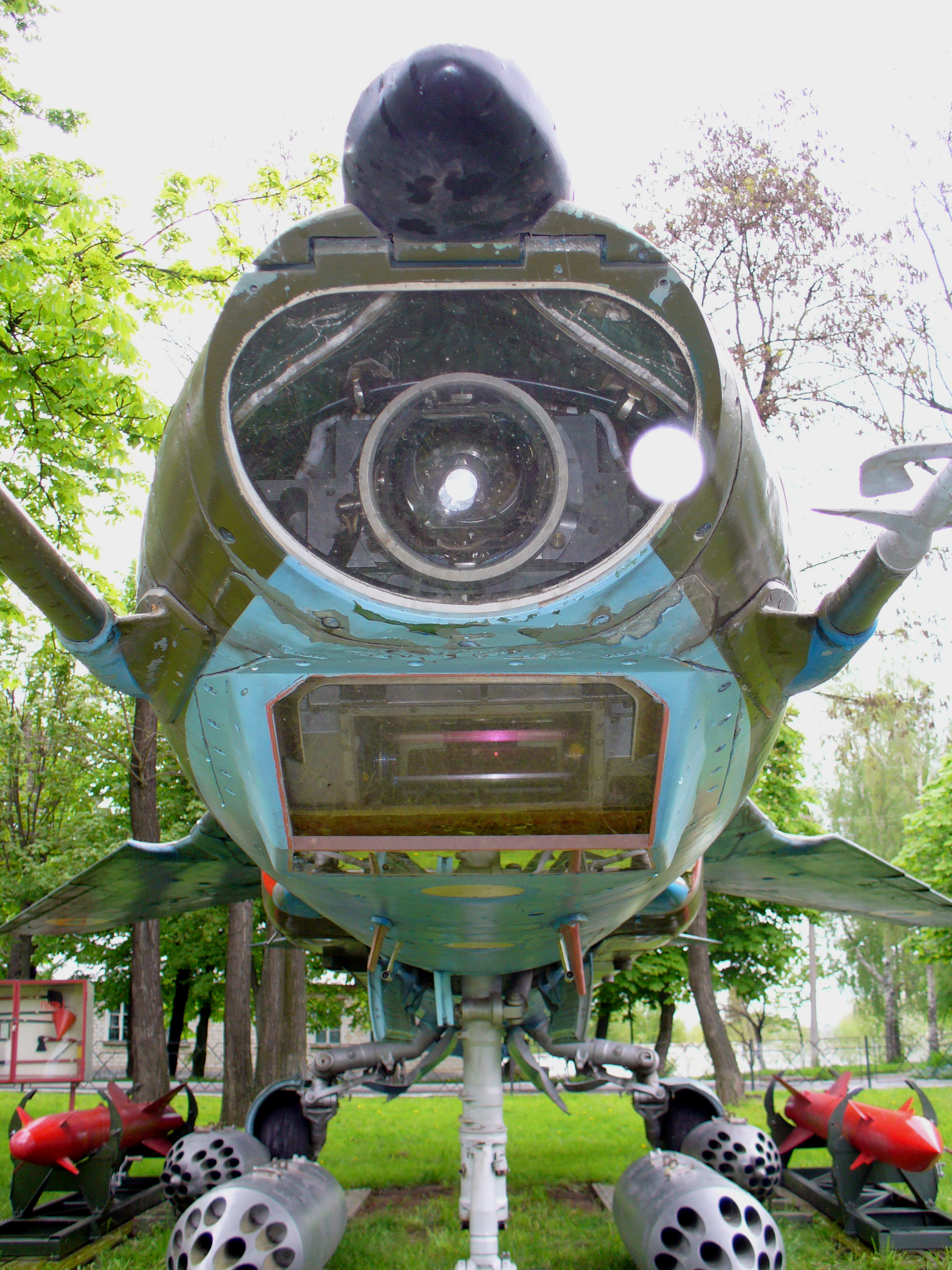
Optická okna laserově-televizního zaměřovacího systému Kaira-23 letounu MiG-27K. Spodní okno je pro TV kanál s laserovým dálkoměrem a značkovačem cíle, horní je pro přijímač laserového dálkoměru

### Bývalí
Indie
- Indické letectvo: poslední stroje vyřazeny v prosinci 2019.[3]

 Kazachstán
- Kazašské letectvo: 12 letadel,[4] v roce 2023 vyřazeny, uvedeny do aukce a prodány v dubnu 2024.

 Sovětský svaz
- Sovětské stroje přešly na nástupnické země.

 Rusko
- Ruské letectvo z prvních linií stroje vyřadilo

 Srí Lanka
- Srílanské letectvo

 Ukrajina
- Ukrajinské letectvo své letouny vyřadilo.[5]

## Specifikace (MiG-27K)

### Technické údaje
- Posádka: 1
- Délka: 17,1 m
- Rozpětí:
  - maximální – rozložené (16°): 13,97m
  - minimální – složené (72°): 7,78m
- Výška: 4,5 m
- Nosná plocha:
  - rozložené : 37,35 m²
  - složené: 34,16 m²
- Hmotnost prázdného stroje: 11 908 kg
- Max. vzletová hmotnost: 20 670 kg
- Pohonná jednotka: 1× proudový motor Chačaturov R-29B-300 s příd. spalováním
  - Suchý tah: 78,5 kN
  - Tah s přídavným spalováním: 112,8 kN

### Výkony
- Maximální rychlost: Mach 1,10 (1 350 km/h) na úrovni mořské hladiny, Mach 1,77 (1 885 km/h) v 8 000 m
- Bojový rádius:
  - 540 km (s dvěma raketami Ch-29 a třemi příd. nádržemi)
  - 225 km (s dvěma raketami Ch-29 bez příd. nádrží)
- Přeletový dolet: 2500 km
- Dostup: 14 000 m
- Stoupavost: 200 m/s
- Plošné zatížení: 605 kg/m²
- Poměr tah/hmotnost: 0,62

### Výzbroj
- 1× kanón GŠ-6-300A ráže 30 mm, možno navěsit 4 000 kg podvěsné raketové nebo pumové výzbroje na sedmi závěsnících